# Cuarteto de cuerda n.º 10 (Shostakóvich)
El Cuarteto de cuerda n.° 10 en la bemol mayor  op. 118 es una obra de música de cámara compuesta por Dmitri Shostakóvich del 9 al 20 de julio de 1964. Fue estrenada por el Cuarteto Beethoven en Moscú y está dedicada al compositor Mieczysław (Moisei) Weinberg, un amigo cercano de Shostakovich. Se ha descrito que cultiva el estado de ánimo incierto de sus primeros cuartetos de la era de Stalin, además de presagiar la austeridad y la distancia emocional de sus obras posteriores. El cuarteto tipificó la preferencia por la música de cámara sobre las obras de gran escala, como las sinfonías, que caracterizó su último período. Según el musicólogo Richard Taruskin, esto lo convirtió en el primer compositor ruso en dedicar tanto tiempo al medio del cuarteto de cuerda.

## Música

La 'firma' musical de Shostakovich, empleada como motivo a lo largo de su trabajo, incluida una variación en el movimiento 1 del Décimo Cuarteto de Cuerdas.

La obra consta de cuatro movimientos:
1. Andante
2. Allegretto furioso
3. Adagio (attacca)
4. Allegretto – Andante

El tiempo de interpretación es de aproximadamente 22 minutos.

### I. Andante
El primer movimiento está en forma de sonata rondó y hace uso de una dinámica suave. Abriendo con un motivo de cuatro notas en violín solo, el movimiento está escrito en gran parte en mi menor, una sexta menor alejada de la tonalidad principal de la bemol mayor. Este diálogo en mi menor/la bemol mayor se repite a lo largo del cuarteto. Los temas en ambas tonalidades se escuchan por separado, luego simultáneamente, antes de ser recapitulados en la bemol.
También presenta la interpretación sul ponticello, una técnica extendida que involucra el uso de los armónicos superiores de las cuerdas, y hace uso de un ritmo anapesto que se repite a lo largo de la obra de Shostakóvich. El movimiento contiene una derivación de la "firma musical" de Shostakóvich, el motivo DSCH, un criptograma del nombre del compositor que usa el sistema de letras alemán para notas musicales. El movimiento termina morendo, denotando paulatinamente desvanecerse en volumen.
Una interpretación típica dura alrededor de 5 minutos.

### II. Allegretto furioso
El segundo movimiento está en mi menor y hace un amplio uso del modo locrio. El indicador emocional 'furioso' es único en los cuartetos de cuerda de Shostakovich. Su comienzo, cuatro pasos de tono completo, hace referencia a un tema utilizado por Shostakovich en su Sinfonía n.º 5 y Cuarteto de cuerda n.º 8.
Una interpretación típica dura alrededor de 5 minutos.

### III. Adagio (attacca)
El tercer movimiento está escrito en la menor, a un semitono de la tónica la bemol mayor, aunque también emplea las tonalidades en la bemol mayor y mi menor que se repiten a lo largo de la obra. Está escrito en forma de passacaglia, que se usa con frecuencia en la música de Shostakóvich, y se describe como un ejemplo de la influencia de la composición del período barroco en su obra. El tema passacaglia se desarrolla, se toca con y sin bajo, y con compases y tiempos añadidos a lo largo del movimiento. También presenta una autocita del 'motivo del himno' de su cuarto cuarteto.
Una interpretación típica dura alrededor de 7 minutos.

### IV. Allegretto – Andante
El cuarto movimiento es continuo desde el tercero, interpretado sin pausa en el medio. Está escrito en la bemol mayor, la tonalidad de la obra. También emplea re menor, creando una disonancia a un tritono de distancia de la tónica. Está escrito en forma de sonata rondó y hace un uso extensivo de drones y ritmos de canciones folclóricas. En este movimiento, los temas de cada uno de los tres movimientos anteriores se escuchan de nuevo, contra el nuevo tema del rondó, incluido el tema passacaglia del tercer movimiento, que se toca fortississimo, creando un contraste contra la textura en gran parte silenciada del movimiento. El movimiento termina, marcado morendo como con el primer movimiento, creando un final incierto. El criptograma DSCH también regresa en este movimiento.
Una interpretación típica dura alrededor de 9 minutos.

## Composición
El cuarteto de cuerdas estuvo dedicado al compositor polaco Mieczysław Weinberg, amigo cercano y alumno de Shostakóvich. Los compositores tenían una relación de influencia mutua, así como cierto grado de rivalidad, lo que, en parte, motivó la dedicación. En 1964, Shostakovich escribió:
[Weinberg] escribió nueve cuartetos y con el último de ellos me superó, ya que en ese momento solo tenía ocho. Por lo tanto, me propuse el desafío de alcanzar y adelantar a Weinberg, lo que ahora he hecho.
El cuarteto de cuerdas está escrito en los cuatro movimientos tradicionales, su único cuarteto compuesto después de su Sexto cuarteto, compuesto en 1956, para hacerlo así. Esto lo hace diferente a los otros cuartetos de Shostakovich en ese momento, que se desviaron de la tradición al usar una variedad de estructuras de movimientos. Su yuxtaposición de melodías cromáticas y triádicas se ha destacado por su similitud con su octavo cuarteto de cuerdas, y se ha dicho que la melodía del primer movimiento recuerda el tema del primer movimiento de su quinta sinfonía. La estructura del cuarteto, particularmente su combinación de introducción tranquila y relativamente quieta y segundo movimiento rápido y urgente se asemeja a su Sinfonía n.º 10. Sus melodías han sido descritas como emblemáticas de la preferencia de Shostakovich por intervalos como la tercera mayor y menor.
Con más blancas y redondas que cualquiera de los trabajos anteriores del compositor, anticipa un interés en el silencio y el desarrollo lento que caracteriza su período tardío. Su amplio uso de glissandi, sforzandi y semitonos oscilantes también se ha descrito como emblemático de su estilo tardío. Emplea el ritmo del motivo de la "traición" de la ópera Lady Macbeth. También se ha descrito como una reminiscencia en la estructura de su tercer cuarteto, por la secuencia del scherzo del segundo movimiento, en la lenta passacaglia del tercer movimiento. Por el contrario, presagia el estado de ánimo austero y tenue del trabajo posterior de Shostakovich, su primer cuarteto desde 1956 que no tiene todos los movimientos marcados con attacca.
La obra fue compuesta durante diez días en el retiro de compositores de Dilijan en Armenia.
Algunas de las obras de Shostakovich en ese momento habían sido objeto de condena por parte del Partido Comunista. Su ópera Katerina Izmailova fue una revisión de 1962 de Lady Macbeth del distrito de Mtsensk, que había sido prohibida por el gobierno comunista en 1936. Debido a esta controversia, se estrenó sin publicidad. De manera similar, su Decimotercera Sinfonía fue censurada por su simpatía hacia los sobrevivientes judíos de las masacres de Babi Yar. Ian MacDonald escribió que una actitud de "disgusto" ante esta recepción dio forma a la "furia puritana" que se encuentra en el Décimo cuarteto de cuerdas. La propia elección formal de componer cada vez más cuartetos de cuerda sobre sinfonías se ha utilizado para apoyar esta lectura de su obra, debido al hecho de que el cuarteto de cuerda y otras formas de cámara no aparecen en la lista oficial de géneros soviéticos.

## Recepción
Su estado de ánimo ansioso se ha relacionado con el deterioro de la salud física de Shostakóvich en el momento de la composición. También se ha sugerido que su escasez se debe en parte a sus problemas de salud y la consiguiente incapacidad para escribir a mano líneas complejas.
Los enfoques que ven la obra a través de la lente de la salud de Shostakóvich o su relación con el gobierno se han descrito como reduccionistas, como el del crítico Thomas May, quien escribió que esta crítica "tiende a oscurecer la experiencia musical y artística" y no tiene en cuenta la "profunda sensación de ambivalencia" contiene la obra a pesar de sus momentos agresivos. El cuarteto también ha sido interpretado como una representación de la lucha entre el mal, representado por el tema del segundo movimiento furioso, y las emociones humanas. En esta interpretación, la falta de este tema en el cuarto movimiento, donde se reafirman todos los demás temas, simboliza la posibilidad de vencer el mal. Sin embargo, esta interpretación también ha sido criticada como reduccionista.  La similitud del cuarteto en estructura y melodías con otras obras de Shostakóvich ha llevado a algunos críticos a describirlo como una composición relativamente insignificante, como Ian MacDonald, quien escribió en The New Shostakovich que carece de "la profundidad o amplitud de [sus] mejores predecesores".
Otros críticos son más positivos, como Richard Taruskin, quien describió el libro de MacDonald como una 'parodia' y sugirió que su despido del Décimo cuarteto es el resultado de un enfoque defectuoso y demasiado biográfico del compositor. Además, Judith Kuhn escribió que el segundo movimiento del cuarteto es "quizás el más exitoso y emocionante de los intentos del compositor de usar el cuarteto de cuerdas para representar un conflicto a gran escala".

## Influencia
La obra fue arreglada para orquesta de cuerdas por Rudolf Barshai en su Chamber Symphony. Barshai fue amigo y colega de Shostakóvich, y frecuente director de su música, incluido el estreno de su Decimocuarta sinfonía. Su arreglo es muy fiel al original de Shostakóvich, y se diferencia principalmente en la adición del contrabajo, que se utiliza en gran medida para enfatizar la parte del violonchelo. Además, Anatoli Dmitriev arregló una reducción para piano a cuatro manos.

## Interpretaciones y grabaciones
La obra fue estrenada por el Cuarteto Beethoven en Moscú en 1964. Después de esto, fue estrenada en el Reino Unido por el Cuarteto Alberni en 1966. Se han realizado más de veinte grabaciones de la obra, la primera por el Weller Quartet en 1965. Estos también incluyen grabaciones de conjuntos que Shostakóvich conoció y con los que trabajó, como el Cuarteto Borodin, el Cuarteto Beethoven, quienes han realizado múltiples grabaciones del trabajo, y el Cuarteto Fitzwilliam, que lo grabó en 1998. También se han realizado varias grabaciones del arreglo de Rudolf Barshai para orquesta de cuerdas, incluidas las de Kiev Virtuosi, dirigida por Dmitry Yablonsky en 2017 y Dmitri Ensemble, dirigida por Graham Ross, en 2015.